# Гравитационна дъга
„Гравитационна дъга“ (на английски: Gravity's Rainbow) е роман издаден през 1973 г. от американския писател Томас Пинчън.
Основната част от действието се развива в Европа в края на Втората световна война и се концентрира върху проектирането, производството и използването на ракетите „Фау-2“ от германската армия. В частност, романът проследява няколко души опитващи се да разкрият тайната на мистериозно устройство, наречено „черната кутия“, предназначено за инсталация в бъдещата ракета.